# Wujku, nie jesteś sam
Wujku, nie jesteś sam (ang. Uncle Bob's Hospital Visit, 2008) – kanadyjski krótkometrażowy familijny film animowany wyprodukowany przez National Film Board of Canada. 

## Opis fabuły
Po śmierci żony Bob prowadzi spokojne życie z dala od jakiegokolwiek zgiełku. Żyje w samotności a jego kolejny dzień prawie niczym nie różni się od poprzedniego. Pewnego dnia gdy odśnieżał wjazd poczuł silny ból w klatce piersiowej. Zemdlał a gdy się ocknął był już w pobliskim szpitalu. Codziennie odwiedzali go jego najbliżsi sąsiedzi i przyjaciele. Bob jednak nic nie jadł jego stan zdrowia był coraz gorszy. Wszystko uległo zmianie gdy do szpitala przyjechała rodzina Boba. Dała mu radość i szczęście, którego mu tak brakowało od bardzo dawna. Bob każdego dnia myślał o swojej wnuczce Angeli, wiedział, że dla niej musi wyzdrowieć. Po wyjściu ze szpitala czekała go jeszcze jedna niespodzianka, do domu który stał obok wprowadził się jego syn Robert wraz z żoną i córką. Od tamtej pory wujek Bob był innym człowiekiem. Uwielbiał przyrodę i świat, kochał innych i chciał żyć.   

## Bohaterowie
- Bob – główny bohater filmu. Starszy człowiek mieszkający z psem. Uwielbiał grać na skrzypcach.
- Angela
- Robert
- Ethel
- Bed

## Wersja polska
Opracowanie: Telewizja Polska Agencja Filmowa

Reżyseria: Andrzej Bogusz

Tłumaczenie i dialogi: Ewa Plugar

Dźwięk i montaż: Urszula Bylica

Kierownik produkcji: Anna Jaroch

Wystąpili:
- Olgierd Łukaszewicz – Narrator
- Krzysztof Szczerbiński – Robert
- Joanna Węgrzynowska – Angela
- Iwona Rulewicz – Pielęgniarka #1
- Ewa Serwa – 
  - Ethel,
  - Pielęgniarka #2
- Andrzej Bogusz – 
  - Wujek Bob,
  - Ernie
- Paweł Szczesny – Bed
- Agnieszka Fajlhauer
- Krzysztof Mielańczuk

i inni